# Jan Minkiewicz
Jan Krzysztof Minkiewicz (Stockholm, Zweden, 7 januari 1946 - Amsterdam, Nederland, 20 april 2014) was een Nederlands publicist en vertaler van Poolse afkomst.
Minkiewicz is opgegroeid in Vlissingen en studeerde van 1964 tot 1970 politicologie aan de Universiteit van Amsterdam.
In de jaren zeventig heeft hij gedurende enkele periodes in Polen gewoond waar hij contact kreeg met tegenstanders van het bewind.  In 1980 was hij in Nederland een van de oprichters van de Stichting voor Mensenrechten in Polen (Merpol).
Nadat de Poolse regering van Jaruzelski in december 1981 de staat van beleg in Polen had afgekondigd, richtte Minkiewicz in Amsterdam een Nederlandse afdeling op van de toen in Polen ondergrondse vakbond NSZZ Solidarność (Solidariteit).  Tot 1989 was hij woordvoerder van Solidarność in West-Europa.   Hij werd daarom tussen 1981 en 1989 niet in Polen toegelaten.  
In 2001 werd hem het ridderkruis van de Orde van Verdienste van de Republiek Polen toegekend.
Sinds 2008 was hij adviseur van de Poolse ambassade in Nederland.
- International Standard Name Identifier: 0000 0003 8807 6490
- Nederlandse Thesaurus van Auteursnamen: 068186193
- Virtual International Authority File: 281128125
- WorldCat: E39PBJyH3YGfjRRHXB6c4mrKBP

- Archief Stichting Informatieburo NSZZ Solidarność Nederland bij IISG
- Martijn Blekendaal: Vijfentwintig jaar na de legalisering van de Poolse vakbond Solidarnosc, in Historisch Nieuwsblad, nr 5, 2005
- Polonia.nl: Jan Minkiewicz de Poolse journalist, woordvoerder van Solidariteit in Nederland is overleden, dd. 22 april 2014